# Лешно (гміна)
Гміна Лешно (пол. Gmina Leszno) — сільська гміна у центральній Польщі. Належить до Варшавський-Західного повіту Мазовецького воєводства.
Станом на 31 грудня 2011 у гміні проживало 9770 осіб.

## Площа
Згідно з даними за 2007 рік площа гміни становила 125.03 км², у тому числі:
- орні землі: 51.00%
- ліси: 40.00%

Таким чином, площа гміни становить 23.46% площі повіту.

## Населення
Станом на 31 грудня 2011:
| Опис     | Загалом | Загалом | Чоловіки | Чоловіки | Жінки | Жінки |
| -------- | ------- | ------- | -------- | -------- | ----- | ----- |
| одиниця  | осіб    | %       | осіб     | %        | осіб  | %     |
| все      | 9770    | 100     | 4751     | 48.63    | 5019  | 51.37 |
| міське   | 0       | 100     | 0        |          | 0     |       |
| сільське | 9770    | 100     | 4751     | 48.63    | 5019  | 51.37 |

## Сусідні гміни
Гміна Лешно межує з такими гмінами: Блоне, Ізабелін, Кампінос, Леонцин, Ожарув-Мазовецький, Старе Бабіце, Тересін, Чоснув.